# Sławomir Rubin
Sławomir Rubin (ur. 4 marca 1946 w Łodzi, zm. 14 maja 2010) – polski kolarz torowy i szosowy. Mistrz i reprezentant Polski.

## Życiorys
Przez całą karierę sportową zawodnik Gwardii Łódź. Był trzykrotnym mistrzem Polski w wyścigu amerykańskim (madison) (1969, 1970, 1972) oraz trzykrotnym wicemistrzem Polski w tej konkurencji (1971, 1973, 1974) – we wszystkich startach z Pawłem Kaczorowskim. Ponadto dwukrotnie zdobywał wicemistrzostwo Polski w torowym wyścigu długodystansowym na 50 km (1971, 1972). Jego największym sukcesem w wyścigach szosowych była wygrana w wyścigu Pasmem Gór Świętokrzyskich w 1969 oraz etapowe zwycięstwo w Wyścigu dookoła Polski w tym samym roku.
W 1967 reprezentował Polskę na mistrzostwach świata w wyścigu drużynowym na 4000 m na dochodzenie, zajmując 5. miejsce. W tej samej konkurencji był także rezerwowym na Igrzyskach Olimpijskich w Meksyku (1968).

## Memoriał
Od 2011 roku z inicjatywy Sebastiana Rubina (syna Sławomira) na szosach w okolicach Tuszyna odbywa się Memoriał Sławka Rubina. Rywalizacja w wariancie Super Prestige ma rangę Pucharu Polski, a od 2013 w organizację włączyło się Żyrardowskie Towarzystwo Cyklistów.